# Сант'Антонио ди Сопра (Болоња)
Сант'Антонио ди Сопра (итал. Sant'Antonio di Sopra) је насеље у Италији у округу Болоња, региону Емилија-Ромања.
Према процени из 2011. у насељу је живело 50 становника. Насеље се налази на надморској висини од 289 м.